# Tveta socken, Småland
För andra betydelser, se Tveta.
Tveta socken i Småland ingick i Aspelands härad, ingår sedan 1971 i Hultsfreds kommun i Kalmar län och motsvarar från 2016 Tveta distrikt.
Socknens areal är 77,04 kvadratkilometer, varav land 72,83. År 2000 fanns här 137 invånare. Sockenkyrkan Tveta kyrka utanför Mörlunda ligger i socknen. 

## Administrativ historik
Tveta socken har medeltida ursprung.
Vid kommunreformen 1862 övergick socknens ansvar för de kyrkliga frågorna till Tveta församling och för de borgerliga frågorna till Tveta landskommun. Landskommunen inkorporerades 1952 i Mörlunda landskommun och uppgick sedan 1971 i Hultsfreds kommun. Församlingen uppgick 2006 i Mörlunda-Tveta församling.
1 januari 2016 inrättades distriktet Tveta, med samma omfattning som församlingen hade 1999/2000.
Socknen har tillhört samma fögderier och domsagor som Aspelands härad. De indelta soldaterna tillhörde Smålands husarregemente, Staby skvadron, Överstelöjtnantens kompani och Kalmar regemente, Livkompanit.

## Geografi
Tveta socken ligger vid och söder om Emån. Socknen består av odlingsbygd i Emådalen och kuperad skogsbygd, rik på sjöar, däromkring.

## Fornlämningar
Kända från socknen är boplatser och en hällkista från stenåldern, några gravrösen från bronsåldern och ett mindre gravfält från järnåldern. En offerkälla finns vid kyrkan.

## Namnet
Namnet (1337 Thweta) kommer från kyrkbyn. Namnet är en pluralform av tvet, 'röjning'.

### Fotnoter
1. 1 2  Svensk Uppslagsbok andra upplagan 1947–1955: Tveta socken
2. 1 2  Harlén, Hans; Harlén Eivy (2003). Sverige från A till Ö: geografisk-historisk uppslagsbok. Stockholm: Kommentus. Libris 9337075. ISBN 91-7345-139-8
3. ↑  ”Församlingar”. Statistiska centralbyrån. https://www.scb.se/hitta-statistik/regional-statistik-och-kartor/regionala-indelningar/forsamlingar/. Läst 30 december 2022.
4. ↑  Administrativ historik för Tveta socken (Klicka på församlingsposten). Källa: Nationella arkivdatabasen, Riksarkivet.
5. 1 2  Sjögren, Otto (1931). Sverige geografisk beskrivning del 2 Östergötlands, Jönköpings, Kronobergs, Kalmar och Gotlands län. Stockholm: Wahlström & Widstrand. Libris 9939
6. 1 2  Nationalencyklopedin
7. ↑  Fornlämningar, Statens historiska museum: Tveta socken, Småland
8. ↑  Fornminnesregistret, Riksantikvarieämbetet: Tveta socken, Småland Fornminnen i socknen erhålls på kartan genom att skriva in sockennamn (utan "socken") i "Ange geografiskt område"
9. ↑  Mats Wahlberg, red (2003). Svenskt ortnamnslexikon. Uppsala: Institutet för språk och folkminnen. Libris 8998039. ISBN 91-7229-020-X. https://isof.diva-portal.org/smash/get/diva2:1175717/FULLTEXT02.pdf